# Иванов, Владимир Прокофьевич
Владимир Прокофьевич Иванов (род. 8 января 1937 года в станице Берёзовская Берёзовского района, Сталинградской области, РСФСР, СССР) — советский и российский учёный-биолог, доктор биологических наук, профессор, заслуженный работник рыбного хозяйства Российской Федерации (1998), академик Международной академии наук экологии и безопасности жизнедеятельности (МАНЭБ), почётный профессор Астраханского государственного технического университета (АГТУ), почётный гражданин города Астрахани (2016).

## Биография
Родился 8 января 1937 года в казачьей станице Берёзовская Березовского района (ныне Даниловского района) Сталинградской области в семье потомственного казака. После войны Ивановы поселились на берегу Каспийского моря недалеко от села Брянский Рыбзавод Крайновского района Грозненской области (ныне Кизлярский район Республики Дагестан). В 1951 году окончил семилетнюю школу в селе Брянск, в 1954 году окончил мужскую среднюю школу в Сталинграде.
В 1961 году окончил отделение химии, биологии и основ сельского хозяйства Сталинградского государственный педагогический институт им. А. С. Серафимовича по специальности учитель биологии, химии и сельского хозяйства. Во время учёбы был председателем зоологического кружка, членом совета студенческого научного общества факультета, заместителем секретаря комитета ВЛКСМ института. С 1961 по 1963 годы проходил действительную службу в Советской армии в городе Волгограде, был секретарём комитета ВЛКСМ войсковой части. В 1966 году закончил аспирантуру на кафедре зоологии Волгоградского пединститута..
В 1966 году после аспирантуры поступил в Каспийский научно-исследовательский институт рыбного хозяйства (КаспНИРХ) старшим научным сотрудником, был заведующим сектором, заведующим лабораторией прудового рыбоводства, заместителем директора по научной работе (1973—1980), а с 1980 по 2001 годы директором КаспНИРХа.
С 2002 года — заведующий кафедрой «Зоология и ботаника», профессор, в 2012—2018 годах — профессор кафедры «Гидробиология и общая экология» АГТУ.
В 1968 году защитил кандидатскую диссертацию в Казанском государственном университете по теме «Паразитофауна осетровых рыб при естественном и искусственном их воспроизводстве в изменённой Волге» (рук. проф. Г. С. Марков). В мае 1972 года присвоено учёное звание старшего научного сотрудника по специальности «Зоология») В 1999 году защитил докторскую диссертацию (в виде научного доклада) во Всероссийском научно-исследовательском институте пресноводного рыбного хозяйства (ВНИИПРХ) по теме «Биологические ресурсы Каспийского моря: их сохранение и использование в изменяющихся экологических и геополитических условиях» по специальности 03.00.10. — Ихтиология. Ученое звание профессор присвоено в 2008 году.

## Научная и общественная деятельность
Иванов В. П. более полувека проработал в рыбной отрасли: 36 лет — в КаспНИРХе и 16 лет — в АГТУ. Будучи более 20 лет директором КаспНИРХа, он хорошо известен среди специалистов рыбного хозяйства России, а также прикаспийских государств и западных стран как ученый-биолог, ихтиолог, эколог и как опытный организатор научных исследований.

## Научный вклад
- им описан новый вид паразита осетровых рыб (трематода Rhipidocotyle kovalae Ivanov, 1967) и с соавторами два новых вида паразитов рептилий;
- обосновано новое представление (гипотеза) о путях формирования ихтиофауны Каспийского моря, уточнен период проникновения в него северных объектов (кумжи, белорыбицы, нерпы); — предложена и обоснована методика распределения квот вылова килек, осетровых и тюленя между прикаспийскими государствами.

## Руководство разработкой региональных и международных программ
- Концепция развития рыбного хозяйства Астраханской области, Республик Калмыкии и Дагестана (1992—1993 гг.);
- Комплексная целевая программа Минрыбхоза СССР по сохранению и использованию рыбных ресурсов Каспийского и Азовского морей (КЦП «Комплекс», 1980—1985 гг.).

Участие в совещаниях по подготовке правительственных решений:
- совещание Президента Б. Н. Ельцина по вопросу сохранения и развития сырьевой базы и единого рыбохозяйственного комплекса Каспийского бассейна, на котором подписано Распоряжение «О мерах по охране осетровых видов рыб Каспийского бассейна» (31 октября 1992 г., Астрахань);
- совещания по обсуждению вопроса строительства каналов Волго-Дон-2 и Волга-Чограй (1987—1990 гг., Астрахань, Элиста, Ставрополь, Москва);
- совещания (1992—2013 гг.) по подготовке международного «Соглашения по сохранению и использованию водных биоресурсов Каспийского моря», которое подписано Главами прикаспийских государств на IV Каспийском саммите в августе 2014 г. в г. Астрахани;
- совещание глав Правительств прикаспийских государств под председательством Председателя Правительства РФ В. С. Черномырдина о подготовке соглашения о сохранении и использовании водных биоресурсов Каспийского моря (30 октября 1993 г., Астрахань);
- совещание под председательством премьер-министра М. М. Касьянова «О мерах по реализации стратегических интересов России в Каспийском регионе» (20 апреля 2001 г., Астрахань);
- заседания рабочей группы МИДа РФ и Казахстана по разделению северной части Каспийского моря между Россией и Казахстаном (2002 г., Астрахань, Москва).

Сотрудничество с международными организациями и участие в программах:
- сопредседатель Рабочей группы «Экология и биоресурсы Каспийского моря» научно-технического сотрудничества между Российской Федерацией и Исламской Республикой Иран (1993—2001 гг.);
- координатор Каспийского регионального тематического центра по управлению биологическими ресурсами Каспийской экологической программы ТАСИС и ПРООН (1998—2001 гг.);
- взаимодействие с международной организацией по охране диких животных СИТЕС по проблемам промысла осетровых рыб и торговли чёрной икрой (1997—2001 гг.);
- организация международных экспедиций на Каспии по изучению гидрологического и гидробиологического режимов в Южном Каспии, а также по оценке запасов килек у иранского побережья (1995—1996 гг.). В 1995—1997 гг. оказывалась методическая и практическая помощь иранским специалистам по разведению молоди осетровых рыб.

## Участие в государственных и общественных организациях
- член бюро и сопредседатель секции «Южные моря России» Научного Совета ФЦП «Мировой океан» Минпромнауки РФ (1998—2002 гг.);
- председатель Каспийского отделения Межведомственной ихтиологической комиссии (1973—2001 гг.);
- академик МАНЭБ, президент Каспийского филиала МАНЭБ (1995—2001 гг., 2009—2014 гг.);
- почетный член Всероссийского общества охраны природы, член президиума его Астраханского отделения (с 1975 г.);
- председатель Совета директоров НИИ г. Астрахани (1985—1989 гг.), Совета директоров НИИ и ректоров ВУЗов г. Астрахани (2000—2001 гг.).

## Результаты научно-организаторской деятельности
- в 80-е годы прошлого столетия КаспНИРХ активно сотрудничал с ВНИРО по программе изучения биопродуктивности морей и океанов с помощью космических средств;
- сотрудники КаспНИРХа с работниками Астраханского рыбокомбината первыми разработали технологию приготовления рыбных консервов в традиционных баночках, получили за них благодарность с борта космического корабля от В. В. Коваленка и В. В. Савиных и награждены Дипломом Федерации космонавтов СССР за участие в обеспечении космических полетов (1984);
- в 1980—1990-е годы КаспНИРХ был инициатором и активным участником работы по диагностике и выявлению причин возникновения заболевания миопатией осетровых рыб (расслабление мышц и оболочки икры), результаты которой послужили основой закрытия или перепрофилирования ряда предприятий, сбрасывающих неочищенные стоки в Волгу, также был запрещен завоз и использование на полях ряда ядохимикатов;
- после распада Советского Союза, оставаясь директором КаспНИРХа при объединении в 1988 года с ЦНИОРХом, В.П. Иванов сплотил новый коллектив и сохранил институт в условиях разрушенной системы управления и экономики. КаспНИРХ занял лидирующее положение по изучению экологии и биологических ресурсов на Каспии;
- участие в организации и проведении научных форумов: «Первый конгресс ихтиологов России» (1997), «Осетровые на рубеже ХХΙ века» (2000), «Проблемы изучения и рационального использования природных ресурсов морей» (2001) и др.

## Преподавательская работа
- в 2002 году была сформирована новая общеобразовательная кафедра «Зоология и ботаника» АГТУ, разработаны и проведены курсы лекций для студентов и магистрантами по дисциплинам: «Экология организмов», «Ихтиология», «Международный опыт охраны биоресурсов».
- был членом ученых советов КаспНИРХа, АГТУ, членом аттестационной комиссии университета, членом диссертационных советов в АГУ и АГТУ (2002—2012 гг.), членом редколлегии журнала «Вестник АГТУ», серия Рыбное хозяйство, главным редактором трудов КаспНИРХа «Рыбохозяйственные исследования на Каспии» (1999—2001) и ряда других изданий;
- был соавтором двух учебных пособий по ихтиологии для ВУЗов России и других стран (изд. «Лань» Санкт-Петербурге);
- им подготовлены один доктор и 10 кандидатов биологических наук.

## Награды
- 1970 — Медаль «В ознаменование 100-летия со дня рождения Владимира Ильича Ленина»
- 1986 — орден «Знак Почёта»
- 1986 — медаль «Ветеран труда»
- 1989 — серебряная медаль ВДНХ СССР
- 1996 — юбилейная медаль «300 лет Российскому флоту»
- 1996 — звание «Почётный работник рыбного хозяйства России»
- 1998 — звание «Заслуженный работник рыбного хозяйства Российской Федерации»
- 1998 — медаль им. М. В. Ломоносова
- 1999 — звание «Почётный член Всероссийского общества охраны природы»
- 2007 — медаль ордена «За заслуги перед Астраханской областью»
- 2010 — медаль «Ветеран рыбного хозяйства России»
- 2010 — орден МАНЭБ «За заслуги в науке»
- 2012 — медаль «100 лет со дня рождения Министра рыбного хозяйства СССР А. А. Ишкова»
- 2013 — медаль «100 лет высшему рыбохозяйственному образованию»
- 2014 — звание «Почётный профессор АГТУ»
- 2015 — знак МАНЭБ «Звезда ученого» с присвоением звания заслуженный деятель науки
- 2016 — «Почётный гражданин города Астрахани[3][4]»
- 2018 — медаль «За заслуги в развитии рыбного хозяйства России» 1 степени

Почётные грамоты Минрыбхоза СССР (1987), Администраций Астраханской (1997, 2001, 2004, 2017) и Волгоградской (1996) областей, Государственной Думы Астраханской области (2006), Администрации города Астрахани (1997, 2011), Президента и Правительства Республики Калмыкия (2001), Правительства Республики Дагестан (2014).

## Публикации
В. П. Иванов — автор около 200 научных работ и учебных пособий. Его труды известны за рубежом, монография «Биологические ресурсы Каспийского моря» (2000) переведена на английский и иранский (2003) языки. 17 статей издано на английском языке. Лично и вместе с коллегами издано несколько монографий. В издательстве «Лань» с рекомендациями УМО для ВУЗов страны выпущены два учебных пособия (с соавторами): «Ихтиология: лабораторный практикум» (2014) и «Ихтиология. Основной курс» (2017), которые постоянно востребованы специалистами и студентами ВУЗов и научных заведений России, Казахстана, что регистрируется статистикой прочтения консорциума СЭБ. В 2017 г. включен в Топ-100 самых цитируемых российских ученых в номинации «Рыбное хозяйство. Аквакультура». Имеется авторское свидетельство на изобретение.

### Основные научные публикации и учебные пособия
- Научные основы устойчивого рыболовства и регионального распределения промысловых объектов Каспийского моря : [монография] / под ред. В. Н. Беляевой, В. П. Иванова, В. К. Зиланова. — М. : Изд-во ВНИРО, 1998. — 167 с. — ISBN 5-85382-190-3.
- Иванов В. П. Биологические ресурсы Каспийского моря = Biological resources of the Caspian Sea / В. П. Иванов. — Астрахань : Изд-во КаспНИРХа, 2000. — 100 с., 96 с. — Текст на рус., англ. яз., раздел. пагинация. — ISBN 5-8267-0005-X.
- Иванов В. П. Научные основы стратегии защиты биологических ресурсов Каспийского моря от нефтяного загрязнения : [монография] / В. П. Иванов, А. Ф. Сокольский; отв. ред. В. Д. Федоров. — Астрахань : Изд-во КаспНИРХ, 2000. — 181 с. : — ISBN 5-8267-0009-2.
- Ivanov, V.P. Biological resources of the Caspian sea / V.P. Ivanov. — Teheran, 2003. — 140 p. — Текст на перс. яз.
- Семенова, Н. Н. Паразитофауна и болезни рыб Каспийского моря : монография / Н. Н. Семенова, В. П. Иванов, В. М. Иванов ; Астрах. гос. техн. ун-т, Астрах. гос. природ. биосфер. заповедник. — Астрахань : Изд-во АГТУ, 2007. — 558 с. : ил. — ISBN 978-5-89154-213-6.
- Белорыбица и кумжа Каспийского моря / Г. Г. Матишов, В. П. Иванов, Г. М. Магомедов, С. В. Пономарев, Е. Н. Пономарева, П. А. Балыкин; под ред. Г. Г. Матишова. Ростов-н/Д. : Изд-во ЮНЦ РАН, 2010. — 84 с.- ISBN 978-5-902982-92-0
- Иванов, В. П. Рыбы Каспийского моря = Caspian sea fishes : (систематика, биология, промысел) / Астрах. гос. техн. ун-т, Междунар. акад. наук экологии и безопасности жизнедеятельности; авт.-сост. В. П. Иванов, Г. В. Комарова. — [2-е изд., доп. и уточн.]. — Астрахань : Изд-во АГТУ, 2012. — 256 с. : ил. — Алф. указ. рус. и латин. назв. рыб: с. 244—247. — ISBN 978-5-89154-396-6.
- Иванов В. П. Ихтиология. Лабораторный практикум. Учебное пособие. /В. П. Иванов, Т. С. Ершова. -СПб.: Изд-во «Лань», 2015. — 352 с. — ISBN 978-5-8114-1941-8. В. П. Ихтиология. Лабораторный практикум
- Иванов В. П. Ихтиология. Основной курс. Учебное пособие. /В. П. Иванов, В. И. Егорова, Т. С. Ершова.- СПб.: Изд-во «Лань», 2017.- 360 с., ил. — ISBN 978-5-8114-2422-1 В. П. Ихтиология. Основной курс
- Конькова А. В. Паразитофауна и болезни молоди леща и воблы дельты Волги и северной части Каспийского моря: Монография. А. В. Конькова, В. П. Иванов, Н. Н. Федорова, А. Г. Чепурная. — Астрахань: Изд-во КаспНИРХ, 2018. — 210 с.: — ISBN 978-5-604-19382-2. и болезни молоди леща и воблы